# Publius Furius Rusticus
Publius Furius Rusticus war ein im 2. und 3. Jahrhundert n. Chr. lebender Angehöriger des römischen Ritterstandes (Eques).

## Inschrift
Durch eine Inschrift auf einem Grabstein, der in Lambaesis gefunden wurde und der auf 193/235 datiert wird, ist belegt, dass Rusticus Kommandeur (Praefectus) einer Cohors # Asturum war, die zum Zeitpunkt seines Kommandos in der Provinz Britannia inferior stationiert war. Danach war er Tribunus militum in der Legio III Augusta Pia Vindex, die ihr Hauptlager in Lambaesis hatte.
Rusticus wurde 40 Jahre alt. Der Grabstein wurde durch seinen gleichnamigen Vater errichtet.

## Cohors Asturum
In der Inschrift steht PRAEF(ecto) COH(ortis) # ASTU(rum) PROV(inciae) BRITT(anniae) INFER(ioris). Die Lesung der EDCS ist praef(ecto) coh(ortis) p(rimae) Astu(rum) prov(inciae) Britt(anniae) infer(ioris). Sowohl Margaret M. Roxan als auch John Spaul lesen dagegen II und ordnen Rusticus der Cohors II Asturum zu. In der Provinz Britannia (bzw. Britannia inferior) waren sowohl eine Cohors I Asturum als auch eine Cohors II Asturum stationiert.